# Цвет ночи
«Цвет ночи» (англ. Color of Night) — американский художественный фильм в жанре нуар с участием Брюса Уиллиса, играющего в этом фильме психолога, который потерял свою клиентку. Лауреат премии «Золотая малина» в номинации худший фильм года. В то же время фильм номинировался на премию «Золотой глобус» в категории «Лучшая песня» — The Color of the Night в исполнении Лорен Кристи.
Слоган: «In the heat of desire, love can turn to deception. Nothing is what it seems when day turns into night» (с англ. — «В пылу желания любовь может превратиться в обман. Ничто не является тем, чем кажется, когда день превращается в ночь»).
Фильм «Цвет ночи» потерпел фиаско в прокате и получил премию «Золотая малина» как худший фильм 1994 года. Тем не менее, в 1995 г. фильм вошёл в число 20 самых продаваемых фильмов на рынке домашнего видео Соединённых Штатов. Журнал Maxim также назвал фильм лучшей сексуальной сценой в истории кино.
В 2018 году компания Kino Lorber (по лицензии Disney) выпустила специальное издание фильма на Blu-ray, содержащее аудиокомментарий режиссера Ричарда Раша. В 2023 г. фильм был показан на канале Criterion Channel.

## Сюжет
Билл Кейпа (Брюс Уиллис), нью-йоркский психолог, впадает в глубокую депрессию после потери пациентки — она выбросилась в окно прямо во время сеанса. Увидев её труп в зелёном платье в луже крови, он испытывает сильнейший шок, побочным эффектом которого является дальтонизм: герой перестает различать красный цвет. Чтобы прийти в себя, он едет в Лос-Анджелес к своему другу, с которым они вместе учились.
Там он присутствует на групповом сеансе психотерапии, а ночью друга зверски убивают ножом с нанесением множества ножевых ранений. Не без участия полиции Билл Кейпа берётся вести дальше эту группу, так как есть подозрение, что убийцей может быть один из пациентов.
В случайном дорожном инциденте герой знакомится с очаровательной молодой женщиной по имени Роза. У них стремительно развивается роман. Он очарован ею, поскольку она отвечает всем его внутренним желаниям. Героя несколько раз пытаются убить. Билл приезжает к одному из пациентов группы Кейси Хайнцу. Он был художником. В его мастерской Билл находит множество картин с изображением женщин, у которых вырезаны лица, и жестоко убитого Кейси.
Постепенно выясняется, что у каждого из группы пациентов (кроме одного подростка Ричи) роман с Розой, которую они знают под именем Бони, и каждый без ума от неё. Герой Уиллиса выясняет, что Ричи давно умер и что у него была сестра по имени Роза…
В итоге оказывается, что доктор Нидлмайер, детский психолог, у которого наблюдались оставшиеся без родителей Дейл, Ричи и Роза, насиловал братьев, и в результате Ричи покончил с собой. Дейл, не в силах пережить тот факт, что не уберег брата, побоями заставляет Розу играть роль Ричи, так что у неё возникает расстройство личности. Кейпа вытаскивает почти исчезнувшую Розу, которая убивает Дейла, после чего пытается покончить с собой, но Билл её спасает.

## В ролях
- Брюс Уиллис — доктор Билл Кейпа
- Джейн Марч — Роуз/Ричи/Бони
- Рубен Блейдс — лейтенант Хектор Мартинес
- Лесли Энн Уоррен — Сондра Дорио
- Скотт Бакула — доктор Боб Мур
- Брэд Дуриф — Кларк
- Лэнс Хенриксен — Бак
- Кевин Дж. О’Коннор — Кейси Хайнц
- Эндрю Лоури — Дейл Декстер
- Эрик Ла Саль — детектив Андерсон
- Джефф Кори — Эшленд
- Кэтлин Уилхойт — Мишель
- Ширли Найт — Эдит Ниделмайер